# Георги Нанкин
Георги Иванов Нанкин е български революционер, деец на Вътрешната македоно-одринска революционна организация. Нанкин е задграничен куриер, войвода на селската смъртна дружина, подвойвода на революционен участък.

## Биография
Георги Иванов е роден в 1876 година в малкотърновското село Конак. В началото на януари 1903 година, нелегалният Георги Костадиев основава революционен комитет в Конак, а през март Киро Узунов, Дико Джелебов, Иван Делибозов и Иван Тамахкяров събират и заклеват мъжете от цялото село. В избрания революционен комитет влизат Петър Станчев, Станко Георгиев, Жеко Недялков, Георги Нанкин и Вълкан Стамов. Закупеното оръжение е складирано в хамбара на Георги Нанкин. Заедно с Вълкан Стамов Нанкин убива чаушина Мехмед ефенди Пехливан, който разкрива комитета и тръгва за Гьоктепе да го предаде.
След убийството Нанкин бяга в България и работи в мина Бакърлъка. През май 1903 година се присъединява към обучаващата се в село Мехмечкьой чета, готвеща се да навлезе в Османската империя. След месец обучение в края на май четата навлиза в Империята. Нанкин отговаря за снабдяването с храна на делегатите на Конгреса на Петрова нива в края на юни 1903 година. Заедно с войводата Яни Попов разпръсва случайно натъкнало се на конгреса войсково поделение.
След конгреса Нанкин влиза в четата на Киро Узунов. Четата обикаля Гьоктепе, Сърмашик и Конак, а Нанкин превежда болни четници през границата в Бургас. Междувременно четата е разбита в местността Мелахреново край Гьоктепе, като трима четници са убити, войводата е тежко ранен и заминава за България, а четата е оглавена от Иван Делибозов. Избухването на въстанието на 6 август ги заварва в местността Махмукьово, Гьоктепенско. Четата напада Сърмашик, но заптиетата не ги дочакват и до сражение не се стига. Същото се случва и в Гьоктепе. В Конак нападат митницата, а заптиета бягат в граничния пост в Босна. След като към четата се присъединяват смъртните дружини от Гьоктепе и Конак, четата обсажда Босненския пост 24 часа. Сражението е решено от Нанкин, Делибозов и Йордан Мяшков, които нападат войниците с бомби одринки и принуждават османците да се изтеглят на юг. След това въстаниците нападат граничния пост на връх Живак, убиват двама граничари, а останалите разпръсват. На 8 август в Гьоктепе убиват предателя Димитър Папазов, заради когото загиват Ефтим Попов, Ангел Моллов и Стоян Васильов.
След като към Гьоктепе настъпва малкотърновският гарнизон, четата се разделя на две - под командването на войводите Делибозов и Нанкин. Делибозов заема окопите на изгорелите казарми, Нанкин канарите източно от извора Парцал. Отрядът на Нанкин поема пръв удара на войската, която след заблуда, че е обкръжена, се оттегля, като оставя снаряжение, сандъци с патрони и коне.
При настъплението на Мехмед Шукри паша, четата от 40 души под командването на поручик Коста Стоянов, оказва съпротива, след което се разпръсва. Георги Нанкин заедно с войводата е сред последните оттеглили се в България. В Урумкьой среща войводата Киро Узунов, с когото и няколко четници отново навлизат в Турция, за да посрещат бежанци. Заедно с четата на Лазар Маджаров след два дена отново се установяват в България, но през октомври Нанкин отново навлиза в Империята с четата на Дико Джелебов и нападат турското село Сазара.
След въстанието се установява в България и работи зимата в мината, а лятото по чуждите ниви. В 1908 година се жени за Пагона Гайдармова в Кайряккьой.
При избухването на Балканската война в 1912 година, независимо че има малки деца, Георги Иванов е доброволец в Македоно-одринското опълчение и служи във Втора рота на Лозенградската партизанска дружина под командването на Стоян Петров. Участва и в Междусъюзническата война и в Първата световна война на Македонския фронт. След края на войната е във военнопленнически лагер край Солун, откъдето бяга заедно с още няколко души на италиански товарен кораб, който тръгва към Цариград. Коръбът обаче потъва след удар с мина в Мраморно море, но Нанкин оцелява по чудо. Седем години се занимава с търговия.
Умира на 11 юли 1957 година.